# Perdita nodosicornia
Perdita nodosicornia är en biart som beskrevs av Timberlake 1968. Perdita nodosicornia ingår i släktet Perdita och familjen grävbin. Inga underarter finns listade i Catalogue of Life.